# Terceira Guerra de Independência Italiana
A Terceira Guerra de Independência Italiana (em italiano:  Terza guerra d'indipendenza italiana) foi uma guerra entre o Reino da Itália e o Império Austríaco travada entre junho e agosto de 1866. O conflito foi paralelo à Guerra Austro-Prussiana e resultou na concessão da Áustria à região de Venetia (atual Veneto, Friuli, e a cidade de Mântua, o último remanescente do Quadrilatero) à França, que mais tarde foi anexada pela Itália após um plebiscito. A aquisição deste território rico e populoso pela Itália representou um passo importante na Unificação da Itália.

## Antecedentes

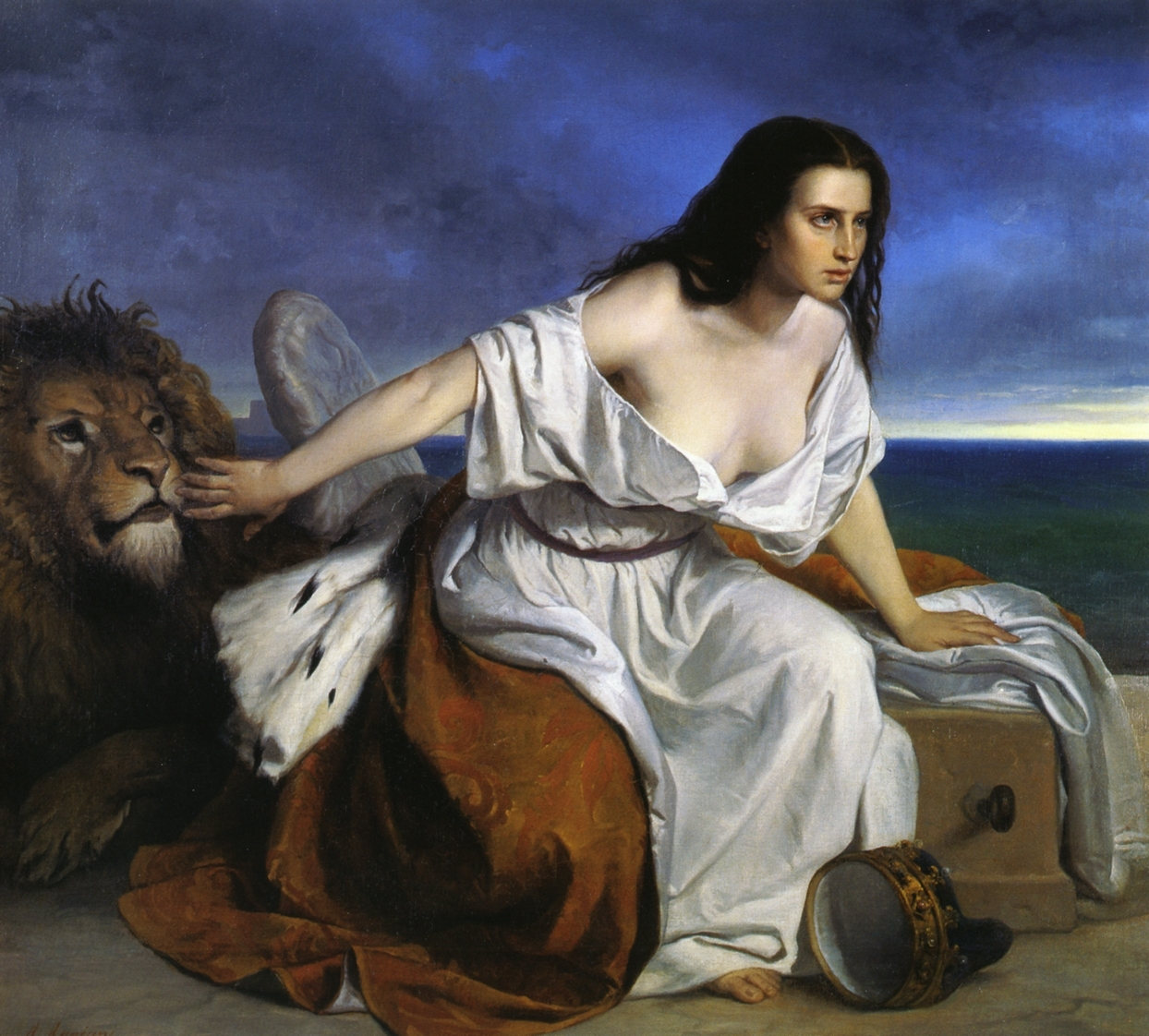
Alegoria de Veneza, representada pelo leão, na esperança de se juntar à Itália, representada pela mulher

Vítor Emanuel II de Sabóia foi proclamado Rei da Itália em 17 de março de 1861, mas não controlava Venetia ou os muito reduzidos Estados Papais. A situação do Irredente, um termo italiano posterior para designar parte do país sob domínio estrangeiro que significa literalmente "não redimido", foi uma fonte incessante de tensão na política interna do novo reino e uma pedra angular da sua política externa. 
A primeira tentativa de tomar Roma foi orquestrada por Giuseppe Garibaldi em 1862. Confiante na neutralidade do rei, partiu de Gênova para Palermo. Reunindo 1.200 voluntários, ele partiu de Catânia e desembarcou em Melito, Calábria, em 24 de agosto, para chegar ao Monte Aspromonte com a intenção de viajar para o norte, subindo a península até Roma. O general piemontês Enrico Cialdini, entretanto, enviou uma divisão sob o comando do coronel Pallavicino para deter o exército voluntário. Garibaldi foi ferido na Batalha de Aspromonte e feito prisioneiro, junto com seus homens. 
A crescente discórdia entre a Áustria e a Prússia sobre a Questão Alemã transformou-se em guerra aberta em 1866, o que ofereceu à Itália uma ocasião para capturar Venetia. Em 8 de abril de 1866, o governo italiano assinou uma aliança militar com a Prússia  através da mediação do imperador francês Napoleão III.
Os exércitos italianos, liderados pelo general Alfonso Ferrero La Marmora, deveriam enfrentar os austríacos na frente sul. Simultaneamente, aproveitando a sua aparente superioridade naval, os italianos planearam ameaçar a costa da Dalmácia e tomar Trieste. 
Após a eclosão da guerra, os militares italianos foram prejudicados por vários fatores:
- A problemática fusão dos exércitos do Reino da Sardenha e do Reino das Duas Sicílias, os maiores componentes do novo Reino da Itália, envolveu disputas entre a cadeia de comando, uma vez que antigos inimigos serviam agora juntos. [7]
- O ressentimento e a amarga resistência no sul da Itália seguiram-se à anexação do Reino das Duas Sicílias pela Itália.
- Havia uma rivalidade ainda mais forte entre as duas marinhas que formaram a marinha italiana unificada, a Regia Marina.

## Guerra

### Invasão italiana
A Prússia abriu as hostilidades em 16 de junho de 1866, atacando vários estados alemães aliados da Áustria. Três dias depois, a Itália declarou guerra à Áustria e iniciou operações militares em 23 de junho. 
As forças italianas foram divididas em dois exércitos. Um, sob o comando do próprio La Marmora, foi implantado na Lombardia, a oeste do rio Mincio, e visava a poderosa fortaleza Quadrilatero dos austríacos. A segunda, sob o comando de Enrico Cialdini, foi implantada na Romagna, ao sul do rio Pó e destinada a Mântua e Rovigo. 
La Marmora avançou primeiro através de Mântua e Peschiera del Garda, mas foi derrotado na Batalha de Custoza em 24 de junho e recuou em desordem para o outro lado do rio Mincio. Cialdini, por outro lado, não agiu ofensivamente durante a primeira parte da guerra, realizando apenas diversas demonstrações de força e não conseguindo sitiar a fortaleza austríaca de Borgoforte, ao sul do Pó. 
Após a derrota em Custoza, os italianos reorganizaram-se em preparação para uma suposta contra-ofensiva austríaca. Os austríacos aproveitaram a oportunidade para atacar Valtellina e Vale Camonica (Batalha de Vezza d'Oglio). 

### Nova ofensiva italiana

A Batalha naval de Lissa, 20 de julho de 1866

O curso da guerra, no entanto, virou a favor da Itália através de vitórias prussianas na Boêmia, especialmente a decisiva Batalha de Königgrätz (ou Sadowa) em 3 de julho. Os austríacos foram obrigados a transferir um dos seus três corpos de exército da Itália para Viena. As restantes forças austríacas no teatro concentraram as suas defesas em torno de Trentino e Isonzo. 
Em 5 de julho, o governo italiano recebeu a notícia de um esforço de mediação de Napoleão III para uma resolução da situação, que permitiria à Áustria receber condições favoráveis da Prússia e, em particular, manter Veneza. A situação era embaraçosa para a Itália, uma vez que as suas forças tinham sido derrotadas na única batalha até à data. À medida que os austríacos redistribuíam cada vez mais tropas para Viena para defendê-la contra os prussianos, La Marmora foi instado a tirar partido da superioridade numérica da sua força, obter uma vitória e melhorar a situação da Itália na mesa de negociações. 

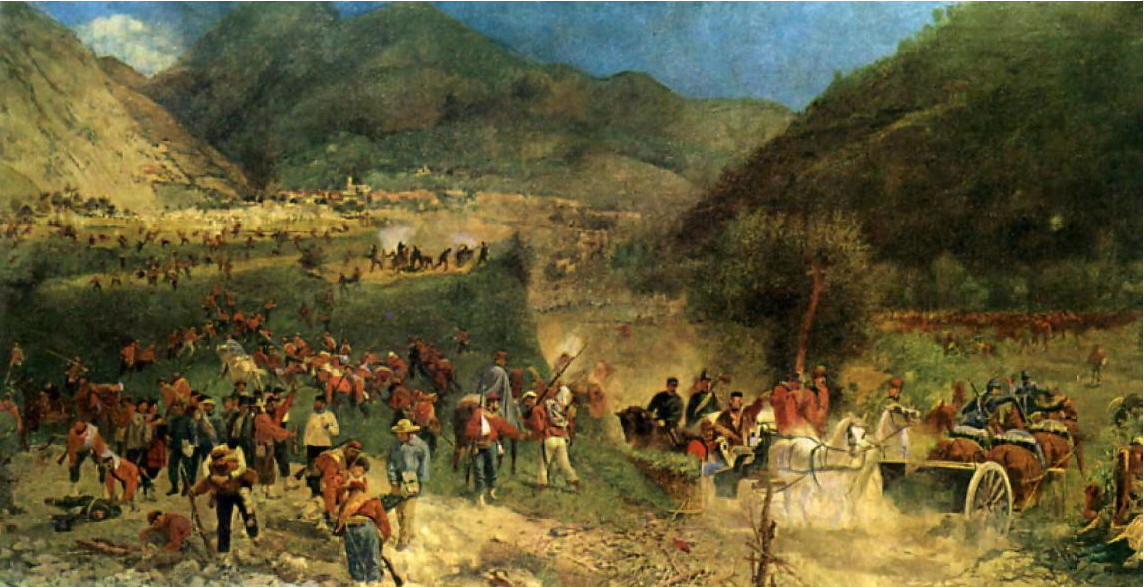
Batalha de Bezzecca, 21 de julho de 1866

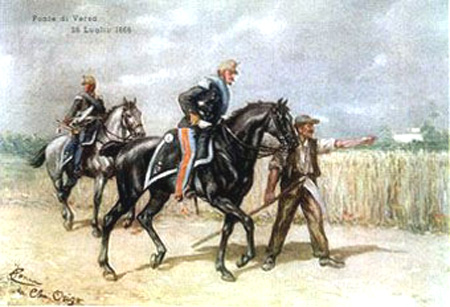
Batalha de Versa, 26 de julho de 1866

Em 14 de julho, durante um conselho de guerra realizado em Ferrara, foram decididos os novos planos de guerra italianos:
- Cialdini lideraria o exército principal de 150.000 soldados através do Venetia, e La Marmora, com cerca de 70.000 homens, amarraria as forças austríacas no Quadrilatero.
- A Marinha italiana, comandada pelo almirante Carlo di Persano, partiria de Ancona com o objetivo de tomar Trieste. [8]
- Os voluntários de Garibaldi (chamados Cacciatori delle Alpi), reforçada por uma divisão de infantaria regular, deveriam avançar para o Trentino, com o objetivo de capturar a sua capital, Trento.

Cialdini cruzou o Pó em 8 de julho e avançou para Udine em 22 de julho sem encontrar o exército austríaco.  Entretanto, os voluntários de Garibaldi avançaram de Brescia em direção a Trento durante a Invasão de Trentino e venceram a Batalha de Bezzecca em 21 de julho. Ambos os avanços foram ofuscados, no entanto, pela derrota inesperada da Marinha italiana na Batalha de Lissa, em 20 de julho. 
Em 26 de julho, uma força mista italiana de bersaglieri e a cavalaria derrotou uma força austríaca que guardava a travessia do rio Torre e alcançou o que hoje é Romans d'Isonzo na Batalha de Versa. Isso marcou o avanço máximo italiano em Friuli. No entanto, com o fim das hostilidades austro-prussianas, os austríacos pareciam prontos para enviar reforços para a Itália. Da mesma forma, o Principado do Liechtenstein, sendo o aliado do sul da Áustria, enviou o seu exército para a região a oeste de Stilfser Joch contra os voluntários.  Em 9 de agosto, Garibaldi recebeu ordens telegráficas do Alto Comando do Exército para evacuar Trentino. Sua resposta foi simplesmente "Obbedisco" ("Obedecerei") e tornou-se famoso na Itália logo depois. 

## Consequências
Em julho de 1866, após a vitória prussiana sobre a Áustria, o Armistício de Nikolsburg pôs fim às hostilidades entre os dois países, desde que a Itália obtivesse Venetia. Os austríacos retiraram-se para o rio Isonzo e deixaram Veneza nas mãos dos italianos.  A França e a Prússia pressionaram a Itália para concluir sozinha um armistício com a Áustria.  O primeiro-ministro italiano Bettino Ricasoli recusou o apelo e insistiu na obtenção de fronteiras "naturais" para a Itália, incluindo a cessão de Veneza e do Tirol do Sul e que os interesses italianos na Ístria fossem respeitados.  No entanto, o armistício austro-prussiano fortaleceu a mão de Viena e o almirante austríaco Wilhelm von Tegetthoff assumiu o comando do mar.  Eventualmente, a cessação das hostilidades foi acordada no Armistício de Cormons, assinado em 12 de agosto, seguido pelo Tratado de Viena em 3 de outubro de 1866.

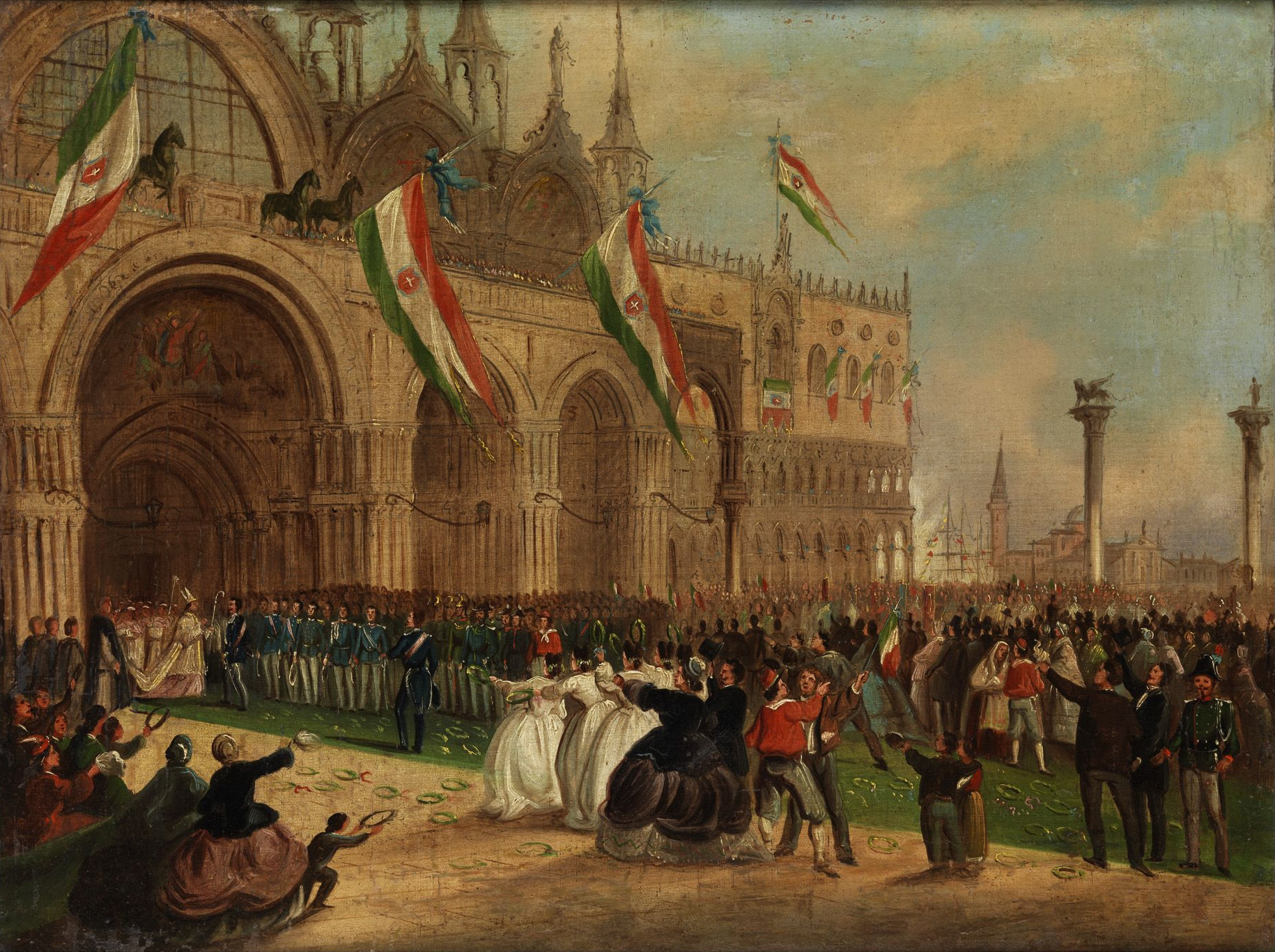
Vítor Emanuel II em Veneza

Os termos da Paz de Praga incluíram a entrega da Coroa de Ferro da Lombardia ao rei italiano e a cessão austríaca de Venetia, consistindo no moderno Veneto, partes de Friuli e a cidade de Mântua. Napoleão III, que agia como intermediário entre a Prússia e a Áustria, cedeu Venetia à Itália em 19 de outubro, conforme havia sido acordado num tratado secreto em troca da anterior aquiescência italiana à anexação francesa de Sabóia e Nice. 
O Tratado de Viena confirmou a cessão do território à Itália.  No entanto, o tratado de paz afirmava que a anexação de Venetia e Mântua só teria entrado em vigor depois de um plebiscito ter permitido à população expressar a sua vontade sobre a sua anexação ao Reino de Itália.  O plebiscito realizou-se nos dias 21 e 22 de outubro e o resultado foi um sucesso esmagador, com 99,9% dos participantes a apoiar a adesão à Itália.  
Enquanto isso, uma revolta também ocorreu na Sicília, a Revolta dos Sete Dias e Meio. A unificação da Itália foi completada pela Captura de Roma  (1870) e a anexação do Trentino, o restante de Friuli e Trieste no final da Primeira Guerra Mundial, também chamada na Itália de Quarta Guerra de Independência Italiana. 